# 1386
| [ Edytuj tabelę ]                          |                                                                    |
| Król Polski                                | - 1384 Jadwiga Andegaweńska 1399 - 1386 Władysław II Jagiełło 1434 |
| Współksiążęta Andory                       | - 1370 Berenguer d'Erill i de Pallars 1387 - 1343 Gaston III 1391  |
| Król Anglii                                | - 1377 Ryszard II 1399                                             |
| Król Aragonii i Walencji, hrabia Barcelony | - 1336 Piotr IV Aragoński 1387                                     |
| Władca Azteków                             | - 1376 Acamapichtli 1395                                           |
| Elektor Brandenburgii                      | - 1378 Zygmunt Luksemburski 1388                                   |
| Książę Bawarii-Ingolstadt                  | - 1375 Stefan III 1413                                             |
| Książę Bawarii-Landshut                    | - 1375 Fryderyk 1393                                               |
| Książę Bawarii-Monachium                   | - 1375 Jan II 1397                                                 |
| Książę Burgundii                           | - 1364 Filip II Śmiały 1404                                        |
| Cesarz Bizancjum                           | - 1379 Jan V Paleolog 1390                                         |
| Car Bułgarii                               | - 1371 Iwan Szyszman 1393 - 1356 Iwan Stracimir 1396               |
| Cesarz Chin                                | - 1368 Hongwu 1398                                                 |
| Król Cypru                                 | - 1382 Jakub I 1398                                                |
| Król Czech                                 | - 1378 Wacław IV Luksemburski 1419                                 |
| Król Danii                                 | - 1376 Olaf Haakonsson 1387                                        |
| Władca Egiptu                              | - 1382 Barkuk 1389                                                 |
| Cesarz Etiopii                             | - 1382 Dawid I 1413                                                |
| Król Francji                               | - 1380 Karol VI 1422                                               |
| Król Gruzji                                | - 1360 Bagrat V Wielki 1393                                        |
| Hrabia Holandii                            | - 1358 Albert 1404                                                 |
| Cesarz Japonii                             | - 1383 Go-Kameyama 1392                                            |
| Kalif                                      | - 1383 Al-Wathiq II 1386 - 1386 Al-Mu’tasim 1389                   |
| Król Kastylii i Leónu                      | - 1379 Jan I 1390                                                  |
| Patriarcha Konstantynopola                 | - 1379 Nil Kerameus 1388                                           |
| Władca Korei                               | - 1374 U 1388                                                      |
| Wielki książę litewski                     | - 1382 Jagiełło 1400                                               |
| Cesarz Majapahitu                          | - 1350 Hajam Wuruk 1389                                            |
| Sułtan Maroka                              | - 1384 Muhammad IV 1386 - 1386 Muhammad V 1387                     |
| Książę Mediolanu                           | - 1378 Giovanni Galeazzo 1402                                      |
| Wielki książę moskiewski                   | - 1359 Dymitr Doński 1389                                          |
| Król Nawarry                               | - 1349 Karol II Zły 1387                                           |
| Król Norwegii                              | - 1380 Olaf Haakonsson 1387                                        |
| Elektor Palatynatu                         | - 1356 Ruprecht I 1390                                             |
| Papież awinioński                          | - 1378 Klemens VII 1394                                            |
| Papież                                     | - 1378 Urban VI 1389                                               |
| Król Portugalii                            | - 1385 Jan I 1433                                                  |
| Cesarz Rzymski (niemiecki)                 | - 1378 Wacław IV Luksemburski 1400                                 |
| Kapitanowie Regenci San Marino             | - 1386 Giovanni di Francesco Gozio di Mucciolino 1386              |
| Książę Serbii                              | - 1371 Łazarz I Hrebeljanović 1389                                 |
| Elektor Saksonii                           | - 1370 Wacław 1388                                                 |
| Król Szkocji                               | - 1371 Robert II 1390                                              |
| Król Szwecji                               | - 1364 Albrecht Meklemburski 1389                                  |
| Król Tajlandii                             | - 1370 Pha Ngua 1388                                               |
| Sułtan Turków                              | - 1360 Murad I 1389                                                |
| Doża Wenecji                               | - 1382 Antonio Veniero 1400                                        |
| Król Węgier                                | - 1382 Maria Andegaweńska 1395 - 1385 Karol II 1386                |
| Wielki mistrz zakonu krzyżackiego          | - 1382 Konrad Zöllner von Rotenstein 1390                          |

Rok 1386 / MCCCLXXXVI
stulecia: XIII wiek ~
XIV wiek ~
XV wiek

lata: 1376 «
1381 «
1382 «
1383 «
1384 «
1385 «
1386
» 1387
» 1388
» 1389
» 1390
» 1391
» 1396

## Wydarzenia w Polsce
- 11 stycznia – poselstwo polskiej szlachty zawarło na zamku w Wołkowysku umowę z Jagiełłą, na mocy której miał on objąć polski tron oraz ożenić się z Jadwigą Andegaweńską.
- 2 lutego – odbył się zjazd walny w Lublinie, na którym jednomyślnie na króla polskiego wybrano księcia Jagiełłę.
- 15 lutego – litewski książę Jagiełło przyjął w Krakowie chrzest, na którym otrzymał imię Władysław.
- 18 lutego – Jadwiga i Władysław Jagiełło uroczyście zawarli związek małżeński w katedrze na Wawelu.
- 4 marca – w katedrze wawelskiej arcybiskup Bodzęta dokonał koronacji Władysława Jagiełły na króla Polski.
- 17 lipca – w południowej wieży kościoła św. Marii Magdaleny we Wrocławiu zawieszono Dzwon Grzesznika.
- 11 listopada – Nasielsk otrzymał prawa miejskie.

- Ogrodzieniec, Pasym otrzymały prawa miejskie.

## Wydarzenia na świecie
- 24 lutego – król Neapolu i Węgier Karol III został otruty z polecenia Elżbiety Bośniaczki.
- 9 maja – Anglia i Portugalia zawarły traktat windsorski.
- 9 lipca – Szwajcarzy pokonali Habsburgów w bitwie pod Sempach.
- 23 września – Mircza Stary został hospodarem wołoskim.
- 22 grudnia – wojska Timura zdobyły Tyflis (ob. Tbilisi).

- Rozpoczęła się budowa katedry w Mediolanie.

## Urodzili się
- 12 marca – Ashikaga Yoshimochi, czwarty shōgun siogunatu Ashikaga (zm. 1428)
- 24 czerwca – Jan Kapistran, włoski franciszkanin, święty katolicki (zm. 1456)
- 25 listopada – Elżbieta z Reute, niemiecka franciszkańska tercjarka regularna, błogosławiona katolicka (zm. 1420)

## Zmarli
- 24 lutego – Karol III z Durazzo, król Neapolu i Węgier (ur. 1345)[1]
- 9 lipca – Leopold III Habsburg, władca Austrii (ur. 1351)[2]
- 23 września? – Dan I, hospodar wołoski (ur. 1354)[3]